# عزیز احمد
عزیز احمد (اردو: عزیز احمد؛ ۲۴ ژوئن ۱۹۰۶ – ۲۳ اکتبر ۱۹۸۲) دیپلمات اهل هند بود. وی در سال ۱۹۷۷ وزیر امور خارجه پاکستان بوده‌است.